# Kevin Dempsey
Kevin Dempsey is een Engelse gitarist, zanger en producer. Hij heeft uitvoerig geëxperimenteerd in de muziekwereld, gewerkt met muzikanten zoals Percy Sledge, Dando Shaft, The Marvelettes en Alice Coltrane, en met de band Whippersnapper met daarin ook Dave Swarbrick, Chris Leslie en Martin Jenkins. Met deze band toerde Kevin over de wereld en maakte hij vijf albums. In 1987  kwam zijn soloalbum The Cry of Love met Danny Thompson, Polly Bolton, Chris Leslie en Paul Dunmall. In de negentiger jaren produceerde Kevin albums voor bekende muzikanten, schreef filmmuziek en trad op met Chris Leslie en Dave Swarbrick. 
Na een toer met Mary Black in 2004 ging Kevin optreden bij de band Uiscedwr waarmee hij tegenwoordig toert. Zij hebben net een nieuw album, Circle. Hij toert ook met Peter Knight (Steeleye Span and Feast Of Fiddles) en Tom Leary (Feast Of Fiddles) Tanna, en ook  met Joe Broughton. Kev heeft net een nieuw album klaar met Dave Swarbrick en Martin Carthy, Straws In The Wind. Hij toert ook met Swarb's Lazarus met Dave Swarbrick en Maartin Allcock.
Kevin woont in Coventry met zijn vrouw Jill, die tuin-architecte is.

## Discografie
- 1970 Dando Shaft An Evening with Dando Shaft
- 1971 Dando Shaft
- 1972 Dando Shaft Lantaloon
- 1973 The Anand Band Lila
- 1974 Blue Aquarius Blue Aquarius
- 1977 Dando Shaft Kingdom
- 1983 Martin Jenkins Carry Your Smile
- 1984 Pzazz Soft Touch
- 1985 Whippersnapper Promises
- 1986 Kevin Dempsey The Cry of Love
- 1987 Julie Felix The Sea and the Sky
- 1987 Whippersnapper Tsubo
- 1988 Whippersnapper These Foolish Strings
- 1989 Various Artists Mastercraftsmen
- 1989 Kevin Dempsey & Chris Leslie Always With You
- 1989 Polly Bolton No Going Back
- 1990 Gillie Nicholls Corner of a Line
- 1990 Danny Thompson Elemental
- 1991 Dando Shaft Reaping the Harvest
- 1991 Alan Stivell The Mists of Avalon
- 1991 Jay Turner All Through the Year
- 1991 Whippersnapper Stories
- 1992 John Pilkington My Point of You
- 1992 Dando Shaft Shadows Cross the Moon
- 1993 Allan Taylor So Long
- 1993 Gillie Nicholls Spirit Talk
- 1994 Denim Denim
- 1996 Gordon Giltrap Celtic Journey
- 1998 Tom Leary Cool Waters
- 1998 Various Artists Huntingdon Folk
- 1999 Andy Gutteridge Amongst Friends
- 1999 Mike Burnham Sarona
- 1999 Various Artists People on the Highway
- 2000 Various Artists Heart of England
- 2001 Tom Leary Off The Rocks
- 2001 John Kirkpatrick Mazurka Berserker
- 2001 Kevin Dempsey and Joe Broughton Every Other World
- 2003 Dave Swarbrick English Fiddler
- 2003 Aniada A Noar Liacht-Light
- 2003 Swarb! Forty Five Years of Folk's Finest Fiddler (boxset)
- 2004 KD and Joe Broughton Freehand
- 2004 Various Artists Someone Was Calling (RNLI benefit album)
- 2006 Uiscedwr Circle
- 2006 Swarb's Lazarus Live And Kicking
- 2006 Martin Carthy and Dave Swarbrick [producer] Straws In The Wind
- 2006 Jim Gallagher Empty Canvas Open Sky
- 2007 Darren Black [producer] Silent Poetry
- 2007 Straws in the Wind, Dave Swarbrick & Martin Carthy